# Cerapachys sculpturatus
Cerapachys sculpturatus är en myrart som beskrevs av Mann 1921. Cerapachys sculpturatus ingår i släktet Cerapachys och familjen myror. Inga underarter finns listade i Catalogue of Life.